# Le Carnaval de Venise (Giampieri)
Pour les articles homonymes, voir Le Carnaval de Venise.
Le Carnaval de Venise (en italien : Il Carnevale di Venezia, capriccio variato) est une œuvre pour clarinette et pianoforte de forme cappricio en si bémol majeur composée par le clarinettiste milanais Alamiro Giampieri dans le style du début du XIXe siècle.
La pièce est publiée en 1948 aux éditions Ricordi.

## Analyse
L'air de « O mamma mia » a été popularisé par la composition de Niccolò Paganini, variations pour violon Op. 10.
La pièce nécessite un haut niveau de technicité et de virtuosité de la part du musicien à la façon des pièces de soliste du début du XIXe siècle. Après une introduction binaire en deux parties, le thème très lyrique est exposé puis s'enchaînent  des variations ternaires, des cadences et un très beau mouvement lent et chanté à la façon bel canto à la clarinette. La pièce se termine par un final au mouvement très enlevé enchaînant gammes et arpèges.
- Introduction (en si bémol majeur) 
  - sostenuto (mesure 2/4)
  - andante calmo (mesure 4/4)
- Tema
  - moderato (mesure 6/8)
- Variazoni
  - 1ère variation sans indication
  - sostenuto - ben cantato (en si bémol mineur)
  - Primo tempo (en si bémol majeur)
  - Finale

## Enregistrements
Il existe de nombreux enregistrements, notamment :
- Eduard Brunner a enregistré en 1989 une version orchestrée par Hans Stadlmair avec le Münchener Kammerorchester chez Tudor (728)[1].